# Lapouyade
Lapouyade é uma comuna francesa na região administrativa da Nova Aquitânia, no departamento da Gironda. Estende-se por uma área de 26,44 km². Em 2010 a comuna tinha 506 habitantes (densidade: 19,1 hab./km²).